# بيتر كولير
بيتر كولير (بالإنجليزية: Peter Collier) هو كاتب أمريكي، ولد في 2 يونيو 1939 في هوليوود في الولايات المتحدة.